# 桿状套病毒科
桿状套病毒科（學名：Roniviridae）是網巢病毒目的一個科，為具包膜的正單鏈RNA病毒，顆粒呈桿狀，直徑約為40－60奈米，長約150－200奈米，基因組長約26000nt。本科為一單型分類單元，僅有淋巴病毒属（Okavirus，又稱头甲病毒屬）一個屬，其下包含3種病毒，以對蝦科動物為宿主，其學名得名自病毒感染的部位，即對蝦科動物的淋巴器官（lymphoid organ，又稱Oka）。本科病毒的感染可能為急性或慢性，急性感染可造成蝦子死亡，慢性感染可造成一地區的蝦子大量帶原。

## 分類

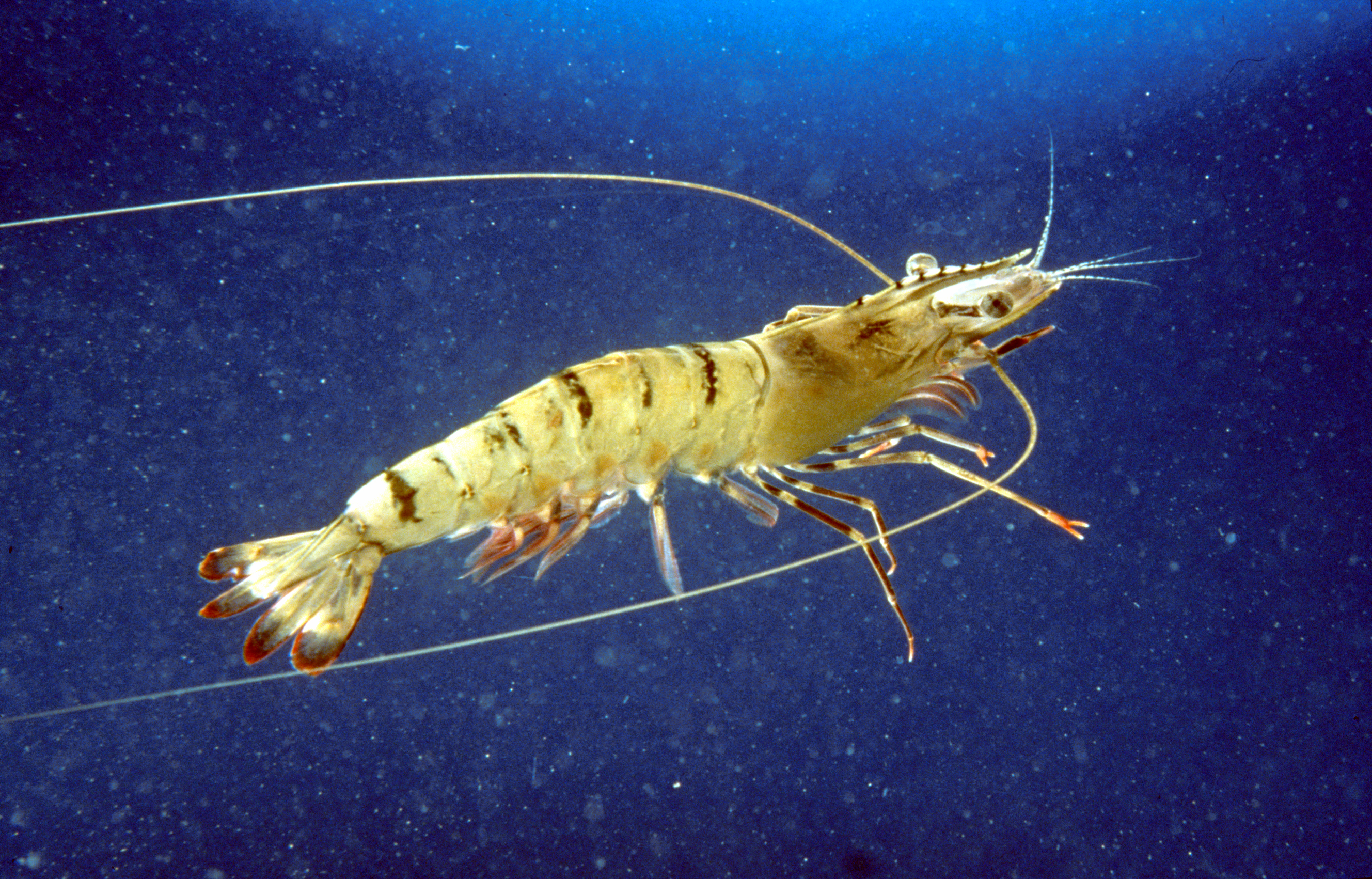
草蝦

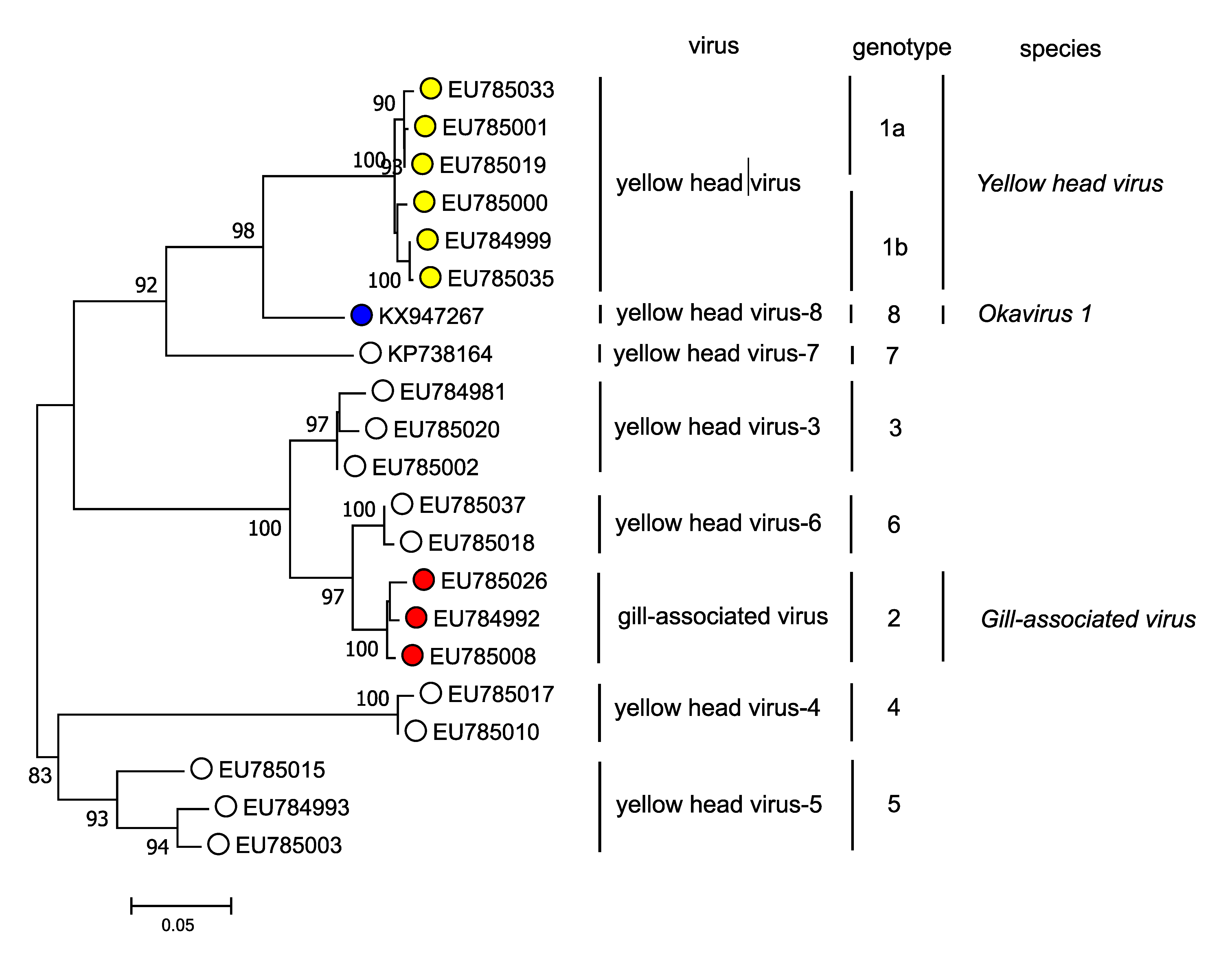
桿状套病毒科病毒的演化樹

桿状套病毒科的病毒共有8種基因型，國際病毒分類委員會（ICTV）已將其分為3種病毒：
- 鰓相關病毒（Gill-associated virus，GAV）：基因型二型，感染草蝦
- 淋巴病毒一型（Okavirus 1）：基因型八型（僅見於中國），感染明蝦
- 黃頭病毒（Yellow head virus，YHV）：基因型一型，可再分為1a與1b兩型，感染草蝦與细角滨对虾（法语：Litopenaeus stylirostris）

基因型三型至七型因尚無完整基因組序列而地位未定。其中四型僅見於印度、六型僅見於東非、七型僅見於澳洲。
在網巢病毒目中，桿状套病毒科為Euroniviridae科（亦感染甲殼類）的姊妹群，兩者組成的演化支則為中套病毒科（感染蚊子）的姊妹群。